# Pietro Reali
Pietro Reali (Sogliano al Rubicone, 2 luglio 1900 – 16 aprile 1965) è stato un politico italiano.

## Biografia
Viene eletto nelle file del Partito Comunista Italiano alla Camera dei deputati nella I e II Legislatura, dal 1948 al 1958. Fu Commissario Politico della 8ª Brigata Garibaldi comandata da Ilario Tabarri "Pietro Mauri" ha combattutto in Romagna sulla Linea Gotica. Il suo nome di battaglia era "Bernardo".